# 河合メリージェーン
河合 メリージェーン（かわい メリージェーン、1974年1月18日 - ）は、日本の元AV女優。

## 略歴
スペイン（父親）と日本（母）のハーフ。1994年9月に『新・熟れたボイン』でAVデビュー。
1995年に引退。

## 人物
異なるプロフィールがいくつかある。
- 「新・熟れたボイン」（1994年）のケース裏面のプロフィールでは、T:163、B:88・W:56・H:85としている[1]。
- 「愛の唇宅急便 2」（1995年）のケース裏面のプロフィールでは、T:158、B:90・W:58・H:88としている[2]。

趣味:SEX、フェラチオ。

## 出演作品

### アダルトビデオ（撮り下ろし）
1994年
- 新・熟れたボイン（1994年9月16日、V&Rプランニング VA-150）※デビュー作
- Mary jane（1994年9月21日、ケイネットワーク HA-001） ※成人指定の一般作品
- 全身ハードコア（1994年11月23日、V&Rプランニング VO-139）

1995年
- あぶない放課後 新・女教師スペシャル（1995年1月22日、V&Rプランニング VO-140）
- させてあげる! AV女優 出張サービス 3 河合メリージェーン 林由美香（1995年2月15日、バルーン企画 EX-24）…オムニバス作品
- NEO 出血大制服 9（1995年3月23日、アトラス21 OZ-5032）
- 河合メリージェーンに入れてみませんか（1995年4月15日、大橋書店 OH-001）
- ディープレズ 矢吹まりな 河合メリージェーン（1995年5月16日、KUKI JF294）
- 横浜異人娼館（1995年5月26日、シネマジック VS-367）
- ジーザス栗と栗鼠スーパースタースペシャル（1995年6月21日、V&Rプランニング SP-313）
  - ジーザス栗と栗鼠スーパースタースペシャル（2000年12月21日、V&Rプランニング KVD-005）DVD
- ザ・コールガール メリージェーン（1995年7月28日、シネマジック VS-376）
- あなたに抱かれて朽ち果てたい （1995年8月1日、アトラスにじゅういち）
- 女神の迷宮 河合メリージェーン クリスティン東条 SHIORI（1995年8月25日、シネマジック VS-380）全3名
  - 女神の迷宮 2 河合メリージェーン クリスティン東条 SHIORI（1995年9月22日、シネマジック VS-384）全3名
  - 女神の迷宮 1＆2 河合メリージェーン クリスティン東条 SHIORI（1995年、シネマジック CS-128）※2作品を収録 全3名
- 非情縄話 4 情炎・吊り地獄 （1995年9月20日、大洋図書 605626）
- あぶない放課後 新・女教師スペシャル 氷高小夜 河合メリージェーン 細川しのぶ（1995年11月16日、V&Rプランニング VO-148）全3名
  - あぶない放課後 新・女教師スペシャル 氷高小夜 河合メリージェーン 細川しのぶ（2020年8月14日、V&R PRODUCE VRTM-514）全3名

### アダルトビデオ（編集もの、BESTもの、DVD ほか）
1995年
- スーパーボディコンマガジン クレイジースペシャル 河合メリージェーン 青木まゆみ ほか（1995年6月27日、KUKI JF302）
- NEO出血大制服 スーパーコレクション（1995年7月29日、アトラス21 OZ-5076）全10名
- 愛の唇宅急便 2 河合メリージェーン 林由美香（1995年7月、リーガル出版/orga RG-516）
- レズ・ミックス（1995年10月14日、KUKI JF315）全12名
- おしゃぶりスペシャル 新・咥え上手な乙女たち（1995年11月10日、シネマジック GA-30）全7名

1996年
- アダルトビデオ100連発！！ シネマジック編（1996年、シネマジック JRPP-010）全7名 - 8タイトルの総集編
- 制服アイドルコレクション 岡崎美女 日吉亜衣 藤谷しおり 小森まみ 原田薫 河合メリージェーン 吉野真理 観月沙織里（1996年、アトラス21 MM-48）全8名

1998年
- 雪村春樹絶版コレクション 縄奉仕伝説 3（1998年6月19日、シネマジック CN-259）全8名

2000年
- アトラス MEGA MIX 3 昇天する女神たち（2000年12月13日、アトラス21 A00-121）全18名

2001年
- - MEGA-MIX 3（2001年1月24日、アトラス21 AVD-047）全18名 ※DVD版
- NEO 出血大制服 完全版 2（2001年2月9日、アトラス21 A01-021）全22名
  - NEO 出血大制服 完全版 2（2001年4月20日、アトラス21 AVD-056）全22名
- V＆R大全集 女優50人×240分（2001年3月21日、V&Rプランニング DVDVR-1008）全50名
- V＆R actress Vol.2（2001年12月15日、V&Rプランニング SP-574）全25名
- ぶっかけ王ガチンコ150発!（2001年12月21日、V&Rプランニング DVDVR-1016）全15名

2002年
- イメクラSuper 2（2002年10月5日、メディアバンク ARD-007）全12名
- ジーザス栗と栗鼠外伝 涙とスペルマ20人スペシャル（2002年12月21日 VHS SP-628 2002年12月21日 DVD SPDVR-002、V&Rプランニング）全20名

2003年
- NEO出血大制服ノーカットVol.3 河合メリージェーン 浜田ルミ 観月沙織里 矢吹まりな（2003年7月31日、アトラス21 BVD-008）全4名
  - NEO出血大制服ノーカットVol.3 河合メリージェーン 浜田ルミ 観月沙織里 矢吹まりな（2014年6月30日、アトラス21 AVD-017）全4名

2004年
- V＆R的女優論 ビデオテープ（2004年2月18日、V&Rプランニング SP-694）全16名
- 背徳のラビリンス 君島愛 河合メリージェーン クリスティン東条 SHIORI（2004年4月23日、シネマジック DD-095）全4名

2015年以降
- V＆R 復刻女優 50人（2015年9月11日、V&R PRODUCE VRTM-110）全50名
- KINBAKU異邦人 越境する生贄女たち 河合メリージェーン 王玲 林美玲 キャロライン・ピアース ほか（2022年9月13日、シネマジック CMN-229）多数出演

## 書籍

### 雑誌
- ビデオボーイ 1994年10月号（英知出版）
- URECCO 1994年10月号（ミリオン出版）
- ザ・ヒット MAGAZINE 1994年11月号（三和出版）
- アップル通信 1994年10月号、11月号（三和出版）
- 超ミニスカDELUXE VOL.2（1995年1月31日、光彩書房）
- GAL’Sシャワー 1995年2月号（大洋書房）
- パンストFreak 1995年6月号 VOL.3（大洋図書）
- ビデオメイトDX 1995年10月号（コアマガジン）
- 美縛マニア 1996年12月号（大洋図書）